# ريني سيمونز
ريني سيمونز (بالإنجليزية: Rennie Simmons)‏ هو مدرب رياضي أمريكي، ولد في 25 فبراير 1942 في بكبسي في الولايات المتحدة.